# Grúzia a 2011-es úszó-világbajnokságon
Grúzia a 2011-es úszó-világbajnokságon négy sportolóval vett részt.

## Műugrás
Férfi
| Versenyző                           | Esemény                       | Selejtező | Selejtező | Elődöntő          | Elődöntő          | Döntő             | Döntő             |
| Versenyző                           | Esemény                       | Pont      | Helyezés  | Pont              | Helyezés          | Pont              | Helyezés          |
| ----------------------------------- | ----------------------------- | --------- | --------- | ----------------- | ----------------- | ----------------- | ----------------- |
| Chola Chanturia                     | Férfi 3 méteres műugrás       | 356.45    | 36        | Nem jutott tovább | Nem jutott tovább | Nem jutott tovább | Nem jutott tovább |
| Shota Korakhashvili                 | Férfi 3 méteres műugrás       | 313.50    | 44        | Nem jutott tovább | Nem jutott tovább | Nem jutott tovább | Nem jutott tovább |
| Chola Chanturia Shota Korakhashvili | Férfi 3 méteres szinkronugrás | 354.93    | 12 Q      |                   |                   | 365.13            | 12                |

## Úszás
Férfi
| Versenyző         | Esemény                       | Selejtező | Selejtező | Elődöntő          | Elődöntő          | Döntő             | Döntő             |
| Versenyző         | Esemény                       | Idő       | Helyezés  | Idő               | Helyezés          | Idő               | Helyezés          |
| ----------------- | ----------------------------- | --------- | --------- | ----------------- | ----------------- | ----------------- | ----------------- |
| Irakli Revishvili | Férfi 200 méteres gyorsúszás  | 1:54.02   | 46        | Nem jutott tovább | Nem jutott tovább | Nem jutott tovább | Nem jutott tovább |
| Irakli Revishvili | Férfi 400 méteres gyorsúszás  | 4:02.97   | 36        |                   |                   | Nem jutott tovább | Nem jutott tovább |
| Irakli Bolkvadze  | Férfi 200 méteres mellúszás   | 2:18.42   | 38        | Nem jutott tovább | Nem jutott tovább | Nem jutott tovább | Nem jutott tovább |
| Irakli Bolkvadze  | Férfi 200 méteres vegyesúszás | 2:07.29   | 37        | Nem jutott tovább | Nem jutott tovább | Nem jutott tovább | Nem jutott tovább |